# Jean-Charles de Borda

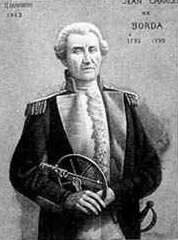
Jean-Charles de Borda

Jean Charles Borda (ur. 4 maja 1733 w Dax, zm. 19 lutego 1799 w Paryżu) – francuski fizyk i matematyk, metrolog. Członek Francuskiej Akademii Nauk (od 1764).
W roku 1791 zaproponował nazwę metr dla jednostki długości.

## Upamiętnienie
Na jego cześć nazwano pięć francuskich okrętów oraz krater na Księżycu. Jego nazwisko pojawiło się na liście 72 nazwisk na wieży Eiffla.